# Hellula galapagensis
Hellula galapagensis is een vlinder uit de familie van de grasmotten (Crambidae). De wetenschappelijke naam van de soort is voor het eerst gepubliceerd in 2008 door Bernard Landry en Lazaro Roque-Albelo.
De spanwijdte bedraagt 11,5 tot 13 millimeter.
De soort komt voor op de Galapagoseilanden (Ecuador).